# Nomenclátor de las calles de Nueva Helvecia
Este es el nomenclátor de las calles de Nueva Helvecia.

## 0–9
- 1.º de Agosto. Es la fecha nacional de Suiza; es una referencia al 1.º de agosto de 1291, fecha en que se firmó la Carta Federal,[3] documento con el que nació la antigua Confederación Suiza.[4]
- 18 de Julio. Referencia al 18 de julio de 1830, fecha en que el pueblo uruguayo jura su primera Constitución.
- 19 de Junio. Referencia al 19 de junio de 1764, natalicio de José Gervasio Artigas.[5]
- 21 de Noviembre. Referencia al 21 de noviembre de 1861, fecha que para algunos historiadores debería ser considerada como la fundacional de la ciudad,[6] por ser el día del primer arribo importante de inmigrantes (hay registro de llegadas anteriores de extranjeros, fechadas en junio de ese mismo año, aunque mucho menos numerosas). El arribo del contingente más importante está fechado el 25 de abril del año siguiente (→ 25 de abril), y de allí que esta última haya sido tomada como la fecha oficial de la fundación de Nueva Helvecia.[7]
- 25 de abril. Referencia al 25 de abril de 1862, fecha que se toma como la fundacional de la ciudad por ser el día en que se registró el mayor arribo de inmigrantes —no el primero— a la zona.[8]
- 25 de Agosto. Referencia al 25 de agosto de 1825, fecha en la que la Provincia Oriental declara su independencia del Brasil y su unión a las Provincias Unidas del Río de la Plata.

## A
- Abram Félix Sonnay. Pionero en la industria quesera. Nació en 1812, en el cantón de Vaud, y llegó a Nueva Helvecia en julio de 1861.[9]
- Alemania.[10]
- Alberto Reisch. De origen austríaco, se destacó en varias industrias. Reconocido talabartero, fabricante de carruajes y criador de caballos, hacia 1880 comenzó a dirigir su funeraria, y en 1896 fundó con su hermano el hotel del Prado.[11]
- Alfredo Naviliat. Fundador del barrio que lleva su apellido.[12]
- Alfredo Stutz. Maestro, agente de rentas y jefe de correos. Referente de la ciudad vinculado a todo emprendimiento cultural, fue miembro fundador del Centro Evangélico Protestante y de la Sociedad de Socorros Mutuos Cosmopolita; también participó en la conformación de los primeros coros y bandas musicales.[4]
- Amengual, Lorenzo. → Lorenzo Amengual.
- América del Sur.[13][14]
- Ana Gfeller de Greising. Valiosa colaboradora en diversas instituciones sociales; en particular, el hogar de ancianos Frauenverein.[15]
- Anacahuitas.[16]
- Antonio Pedreira. Jefe de la estación del ferrocarril, fue presidente de la Comisión Fomento promejoras del barrio La Estación, del Club A. Larrañaga y de la Liga Helvética de Fútbol.[17]
- Argentina.[18]
- Aromas, Las. → Las Aromas.
- Arnoldo Arturo Karlen Gugelmeier, Doctor. → Doctor Arnoldo Arturo Karlen Gugelmeier
- Arriaga.
- Artigas.
- Artola, Lorenzo. → Lorenzo Artola.
- Arturo Carbajal. Impulsor de la formación de clubes deportivos, algunos de los cuales fue presidente. Intendente del departamento, integró primero la Junta Auxiliar de Nueva Helvecia y luego la Junta Departamental de Colonia. Fomentó siempre el desarrollo en el medio rural.[4]
- Arturo E. Karlen. Homenaje a quien en épocas en las que primaba el individualismo laboral, fue decidido impulsor del cooperativismo que es hoy orgullo de la zona; con ese espíritu es que funda en 1911 la Liga de Queseros. Fue presidente de la Sociedad Tiro Suizo. Integrante de la comisión directiva de la Congregación Evangélica, formó parte también de la Comisión Administradora Pro Fomento y del Concejo Auxiliar Helvético.[19]
- Austria.[10]
- Autino, Francisco. → Francisco Autino.
- Azaleas, Las. → Las Azaleas.

## B
- Batlle y Ordóñez, José. → José Batlle y Ordóñez.
- Berna.
- Bolivia.[18]
- Brasil.[18]
- Buenos Aires.[20]

## C
- Cacciatori, Profesor Roberto B. → Profesor Roberto B. Cacciatori.
- Camino de los Colonos.[21]
- Camino Real.[22]
- Campos, Enrique. → Enrique Campos.
- Carbajal, Arturo. → Arturo Carbajal.
- Carlos Cunier. Destacado como el primer inmigrante suizo que llegó a la zona con intenciones colonizadoras. En el año 1858 adquiere una extensión de campo de 360 cuadras para dedicarse a la cría de ganado vacuno y caballar; fue por su intermedio que los colonos que habrían de llegar en 1861 y 1862 dispusieron de vacas lecheras, bueyes y caballos. Se contacta con la firma bancaria Siegrist y Fender (→ Siegrist y Fender.) para el fomento de la inmigración, a través de la promoción de las bondades de la tierra y el clima de la zona.[4]
- Catalina Hugo.[20] → Christian Hugo.
- Chile.[18]
- Christian Hugo. Christian y Catalina Hugo fueron un matrimonio cofundador de la colonia. Llegaron a la zona a fines de 1861, y adquirieron un campo en el actual barrio Las Flores del que hoy dos de sus calles llevan sus nombres.[20]
- Colombia.[18]
- Colón.
- Conrado Torres Santamaría (Nueva Helvecia, 28 de septiembre de 1929 – Australia, 23 de junio de 1995), actor, vestuarista y director teatral reconocido internacionalmente, sobre todo dentro de la comunidad hispana en Australia. Fundó allí los grupos teatrales La Fragata y Lope de Vega, los que luego de su fallecimiento y en reconocimiento a su actividad se fusionan en un único grupo artístico que hoy lleva su nombre.[23]
- Cunier, Carlos. → Carlos Cunier.
- Curbelo, Juan Carlos. → Juan Carlos Curbelo.

## D
- Daniel Soulier. Establecido comerciante, integrante de numerosas instituciones educativas, deportivas y sociales. En varios períodos, fue miembro del Consejo Local de Nueva Helvecia.[24]
- Derechos Humanos.
- Diecinueve de Junio. → 19 de Junio.
- Dieciocho de Julio. → 18 de Julio.
- Doctor Emilio Frugoni.[25]
- Doctor Arnoldo Arturo Karlen Gugelmeier. Homenaje al médico Arnoldo Karlen, referente local de gran trascendencia.[26]
- Doctor Germán Imhoff. Homenaje a quien fuera por muchos años el único médico de la colonia. Fue además el primer vicecónsul suizo de Nueva Helvecia.[4]
- Doctor Gonzalo Pérez Olivieri (Sarandí Grande, 20 de diciembre de 1945 – Nueva Helvecia, 13 de noviembre de 2012). Médico, destacado profesional en la zona y reconocido impulsor de obras sociales en la ciudad.[27]
- Doctor Ismael Triay (Montevideo, s/f. de nac. – Nueva Helvecia, 31 de julio de 1984). Graduado de odontólogo el 31 de diciembre de 1923, al año siguiente se traslada de la capital del país a Nueva Helvecia, donde se radica. Presidió el Club Nacional de Fútbol de la ciudad. Fue funcionario de salud pública. Promovió la construcción del monumento a Artigas en Nueva Helvecia; también la construcción de la carretera a las playas, de la ruta n.º 53 y de muchas otras obras viales. Fue diputado por Colonia en 1950 por el Partido Nacional. Inició, planificó y llevó a cabo el fraccionamiento del predio en el que se encuentra la calle que hoy lleva su nombre.[28]
- Doctor Juan Carlos Wirth. Abogado e historiador. Hizo varios viajes a Suiza para estudiar los antecedentes de la inmigración europea al Río de la Plata. De entre sus obras, de un valor histórico de excepción, se destacan: Colonia Suiza hace 80 años (1947); Historia de la Iglesia Evangélica de Nueva Helvecia (1945 [?]); Historia de Colonia Suiza (1962), y De El Havre al Río de la Plata en 47 días (1974).[29]
- Doroteo García. Fundador y director de la Sociedad Agrícola del Rosario Oriental, fundada con el objetivo de fomentar la inmigración y poblar el país con agricultores europeos; parte de las tierras adquiridas por esta sociedad fue vendida a la sociedad bancaria Siegrist y Fender (→ Siegrist y Fender), quienes pretendían establecer en el margen occidental del río Rosario una colonia de origen suizo. Doroteo García fue ministro de Hacienda durante la presidencia de Gabriel Pereira.[4]
- Dreyer, Farmacéutico Luis. → Farmacéutico Luis Dreyer.

## E
- Ecuador.[18]
- Edelweis.[30]
- El Éxodo.
- El Talar.
- Elías Huber. Fue el primer maestro de la colonia, en la denominada «Escuela Comunal», donde se dictaban clases en español, alemán y francés. La escuela n.º 10 de la ciudad lleva su nombre.[4]
- Emilia Reisch de Moreira. La maestra Emilia Reisch fue una reconocida docente de la zona. De estudiante, concurrió a la escuela n.º 56 de Riachuelo y al liceo de Colonia Valdense. Se trasladó a Montevideo para estudiar magisterio. Comenzó la docencia en las ciudades de La Paz, Cufré y Concordia, pero la mayor parte de su carrera docente (1949-1976) la desarrolló en la escuela n.º 10 «Elías Huber» de Nueva Helvecia. Ya jubilada, continuó la docencia en el colegio Mater Ter Admirabilis de la misma ciudad.[31][32]
- Emilio Frugoni, Doctor. → Doctor Emilio Frugoni.
- Enrique Campos, nombre artístico de Inocencio Troncone (Nueva Helvecia, 10 de marzo de 1913 – Buenos Aires, 13 de marzo de 1970), cantante de tango y milonga.[33][34]
- Erwin A. Hödel. Integrante del Consejo Auxiliar, de la Comisión Pro Hospital de Colonia Suiza, de la Comisión de Carnaval y Turismo y de diversas comisiones vecinales de progreso y fomento de la zona. Miembro de la Congregación Evangélica y de comisiones de fomento escolares. Como comerciante, integró el Centro Comercial e Industrial de la ciudad.[35]
- Esteban Lazague, juez de paz e integrante de la comuna local. Integró la Comisión de Instrucción Primaria y fue elegido miembro del Consejo de Administración Departamental.[4]
- Esteban Reisch.
- Eugenio Gutiérrez, vecino del barrio Mugglin, principal gestor para el logro de la instalación de los servicios de recolección de residuos, agua potable, alumbrado y teléfono públicos de su barrio y de otros periféricos de la ciudad (Los Sapos, Hospital, La Estación).[36]
- Éxodo, El. → El Éxodo.

## F
- Farmacéutico Luis Dreyer. Junto al doctor Germán Imhoff (→ Doctor Germán Imhoff) y la partera Teresa Wirz de Vogel (→ Frau Vogel), con quienes compartió el mismo perfil humanitario y de labor abnegada, conformó la «trinidad de la salud pública» de aquella época.[4]
- Federico Fischer. Empresario suizo «de espíritu abierto y romántico», responsable de la introducción en la zona, después de una larga gestión en Europa, de la primera cosechadora. Fundador del hotel Suizo, fue precursor de la industria hotelera de la zona.[4]
- Federico Gilomén. Militar, participó en la revolución del Quebracho y en la de 1904. Asciende a los grados de sargento y comandante; cuando el gobierno nacional le ofrece el cargo de capitán del Ejército, lo rechaza, y se establece en forma definitiva en la zona. Fue miembro del municipio local en distintas épocas. Integró también las ex Juntas Administrativas del departamento y las Juntas Electorales. Fue diputado de la Asamblea Representativa Departamental y miembro del Concejo Departamental de Administración.[37]
- Ferreira Aldunate, Wilson. → Wilson Ferreira Aldunate.
- Fischer, Federico. → Federico Fischer.
- Francia.[38]
- Francisco Autino. Colono de la ciudad, fue de su propiedad el predio del actual barrio Los Hoteles en el que se encuentra la calle que hoy lleva su nombre.[39]
- Francisco Siniscalchi, Profesor. → Profesor Francisco Siniscalchi.
- Francisco Wullich. Junto a Elías Huber (→ Elías Huber), con quien hicieron de la educación primaria un apostolado, fueron los primeros maestros de la colonia, en la denominada «Escuela Comunal»; allí se dictaban clases en español, alemán y francés (en estos dos últimos idiomas, Wullich daba también clases particulares).[4]
- Frau Spori. Homenaje a Elizabeth Kuster de Spori, fundadora de la Sociedad de Auxilios. Fue gracias a su gestión que esta entidad laica pudo nutrirse de parteras y enfermeras tituladas provenientes de Europa, lo que permitió la asistencia gratuita a la clase menos pudiente de la zona (no existía en aquella época el servicio de salud pública estatal).[4]
- Frau Vogel. Homenaje a Teresa Wirz de Vogel, quien llegara a la colonia en 1876, proveniente del cantón suizo de Unterwalden. Por más de tres décadas, fue la única partera de la colonia. Historiadores de la zona destacan su altruismo y desinteresada labor.[40][4]
- Frey, Juan. → Juan Frey.
- Frugoni, Doctor Emilio. → Doctor Emilio Frugoni.

## G
- García, Doroteo. → Doroteo García.
- General Juan Antonio Lavalleja.[12]
- General Líber Seregni.[41]
- Germán Imhoff, Doctor. → Doctor Germán Imhoff.
- Gfeller de Greising, Ana. → Ana Gfeller de Greising.
- Gilberto Vila Naviliat (Punta Francesa, 23 de diciembre de 1915 – Nueva Helvecia, 2003). Comerciante, deportista y político. Cofundó el Club Atlético Independiente, el que luego se fusionara con el club Talleres del Sur para dar origen al Club Nacional de Fútbol de Nueva Helvecia. Fue dirigente del club Rosario Atlético y de la selección de fútbol de la ciudad de Rosario; también, director técnico de la selección de fútbol de Colonia, de la selección Helvética y de la selección de Rosario. Fue presidente del Club Nacional de Fútbol, de la Liga Helvética de Fútbol y de la Federación Departamental de Fútbol de Colonia. Fue jugador y entrenador de tenis; representó a su departamento durante dos décadas en los campeonatos del interior del país. Como político, vinculado al sector batllista del partido Colorado, fue secretario, diputado suplente y presidente de la Junta Electoral de Colonia.[42][43]
- Gilomén, Federico. → Federico Gilomén.
- Gonzalo Pérez Olivieri, Doctor. → Doctor Gonzalo Pérez Olivieri.
- Guillermo Greising.[44]
- Guillermo Tell.
- Gratwohl, Teófilo. → Teófilo Gratwohl.
- Gregorio Sanabria. Homenaje a uno de los Treinta y Tres Orientales, el capitán Gregorio Sanabria (1777-1841). Fue uno de los seis agraciados en el reparto que hizo Artigas de las tierras que componían la entonces denominada «estancia real», predio que estaba comprendido entre el arroyo Cufré y el río Rosario. Entre los años 1816 y 1824, vivió en la zona que luego sería Nueva Helvecia.[45]
- Greising, Ana Gfeller de. → Ana Gfeller de Greising.
- Greising, Guillermo. → Guillermo Greising.
- Grito de Asencio.[5]
- Gutiérrez, Eugenio. → Eugenio Gutiérrez.

## H
- Häberli, Santiago. → Santiago Häberli.
- Herrera, Luis Alberto de. → Luis Alberto de Herrera.
- Hödel, Erwin A. → Erwin A. Hödel.
- Hortensias, Las. → Las Hortensias.
- Huber, Elías. → Elías Huber.
- Hugo, Catalina. → Catalina Hugo.
- Hugo, Christian. → Christian Hugo.

## I
- Ibirapitá.[5]
- Imhoff, Doctor Germán. → Doctor Germán Imhoff.
- Instrucciones del año XIII.[5]
- Isaac Tarrab (Damasco, 1889 – Nueva Helvecia, 1962). Comerciante.[46]
- Ismael Triay, Doctor. → Doctor Ismael Triay.

## J
- Jones, Melvin. → Melvin Jones.
- José Batlle y Ordóñez.[4]
- José Enrique Rodó.
- José Mares, Profesor. → Profesor José Mares.
- José Ricardo Kuster.
- Joseph Willebald. Homenaje a quien formara parte de los primeros contingentes que llegaron a la zona, en la década de 1860, proveniente de Tirol. Participó de diversas organizaciones que trabajaron en favor del desarrollo de la colonia; entre sus principales legados se encuentra la donación del predio en el que se encuentra la plaza principal de la ciudad.[47]

- Juan Antonio Lavalleja, General. → General Juan Antonio Lavalleja.
- Juan Carlos Curbelo. Homenaje a quien fuera intendente municipal del departamento.[48]
- Juan Frey. Industrial lechero. Fue jornalero en una fábrica de ladrillos; más tarde, funda su propia cremería, establecimiento modesto y prototipo de las actuales fábricas de productos lácteos. Con el propósito de fomentar la industria lechera en la región, otorgó créditos a productores de la zona para permitirles la adquisición de la maquinaria indispensable en el rubro. Se dedicó también a la fabricación de hielo. Fue vicepresidente de la Sociedad de Fomento Rural de Colonia Suiza. De espíritu generoso, donó a la municipalidad un predio arbolado de una hectárea, contiguo al paso Mugglin, que hoy es parque público y monumento municipal.[4]
- Juan Werner Berger. Primer periodista de Nueva Helvecia. Junto a Alberto D’Acosta, fundó el periódico Helvecia, el 4 de febrero de 1914. Colaborador local y regional, fue miembro de las comisiones de diversas instituciones.[49]
- Juan Carlos Wirth, Doctor. → Doctor Juan Carlos Wirth.

## K
- Karlen Gugelmeier, Doctor Arnoldo Arturo. → Doctor Arnoldo Arturo Karlen Gugelmeier.
- Karlen, Arturo E. → Arturo E. Karlen.
- Kehr, Maestra Olga. → Maestra Olga Kehr.
- Kuster, José Ricardo. → José Ricardo Kuster.

## L
- Las Aromas.
- Las Azaleas.[50]
- Las Hortensias.
- Las Rosas.
- Lavalleja, General Juan Antonio. → General Juan Antonio Lavalleja.
- Lazague, Esteban. → Esteban Lazague.
- Leizagoyen de Sánchez, Martha. → Martha Leizagoyen de Sánchez.
- Líber Seregni, General. → General Líber Seregni.
- Lorenzo Amengual. De los primeros curas párrocos de la ciudad, segundo párroco de la Congregación Católica de Colonia. Miembro fundador de la casa parroquial y del Club A. Larrañaga, en el barrio La Estación.[17]
- Lorenzo Artola (Rosario, 20 de agosto de 1887 – Nueva Helvecia, 20 de agosto de 1938). Fue fundador de, entre varias instituciones, el Centro Comercial y la Sociedad de Socorros Mutuos de Colonia Suiza. Fue miembro de la comisión directiva del Centro Helvético y de la comisión de garantías del Club Artesano.[51]
- Lucerna.
- Luciano Meny. Homenaje a Lucien Meny Ecker (Fellering, 1810 – Nueva Helvecia, 1869), oriundo de la región francesa de Alsacia. Acorde a la «Liste nominative des haut-rhinois ayant émigré en Amérique entre 1800 et 1870», transcripta de los Archives Départementales du Haut-Rhin en la obra Émigrants haut-rhinois en Amérique 1800-1870, de Dominique Dreyer, a Lucien le fue extendido pasaporte en Belfort, Francia, el 5 de abril de 1862, con destino Montevideo, para él, su esposa y tres niños. Según el historiador Juan Carlos F. Wirth,[52] surge del censo realizado en Nueva Helvecia en los años 1864 y 1865 que Lucien y su familia llegaron a la zona en julio de 1862. Ocupó una chacra en el centro de la colonia. El cementerio católico de la ciudad —hoy Junta Local— se emplazó en tierras que otrora fueron de Lucien. El apellido Meny estuvo ligado siempre, desde sus inicios, a la evolución de Nueva Helvecia, sus instituciones y su vida activa.[16]
- Luis Alberto de Herrera.
- Luis Alberto Martínez. Homenaje a Luis Alberto Martínez Esquivel (Nueva Helvecia, 19 de agosto de 1906 – Las Piedras [?], 23 de diciembre de 1973), poeta, cantautor, guitarrista y payador neohelvético.[53]
- Luis Dreyer, Farmacéutico. → Farmacéutico Luis Dreyer.

## M
- Maestra Olga Kehr. Maestra de la primera generación de profesionales nacidos en Uruguay e hijos de colonos.[54]
- Marcelino C. Pérez. Poeta neohelvético.[55]
- Mares, Profesor José. → Profesor José Mares.
- Martha Leizagoyen de Sánchez. Importante y valorado actor social, fue maestra de la escuela n.º 126 de Nueva Helvecia y directora de la escuela n.º 36 de Cufré.[56]
- Martín Odriozola. Presidente de la junta local y miembro directivo del Centro Comercial. Fue también presidente del Club Nacional de Fútbol. Propietario de una panadería, obsequiaba su mercadería un día a la semana —cada jueves— a personas de escasos recursos.[57]
- Martínez, Luis Alberto. → Luis Alberto Martínez.
- Melvin Jones.[58][59]
- Meny, Luciano. → Luciano Meny.
- Montevideo.[20]

## N
- Naviliat, Alfredo. → Alfredo Naviliat.
- Nibia Sabalsagaray.[60][61]

## O
- Odriozola, Martín. → Martín Odriozola.
- Olga Kehr, Maestra. → Maestra Olga Kehr.

## P
- Paraguay.[18]
- Pedreira, Antonio. → Antonio Pedreira.
- Pérez, Marcelino C. → Marcelino C. Pérez.
- Pérez Olivieri, Doctor Gonzalo. → Doctor Gonzalo Pérez Olivieri.
- Perú.[18]
- Primero de Agosto. → 1.º de Agosto.
- Profesor Francisco Siniscalchi (San José de Mayo, 10 de agosto de 1914 – Nueva Helvecia, 1 de julio de 2001), multipremiado artista plástico —primer premio, medalla de oro en el Salón Nacional de Bellas Artes, 1945—, referente cultural de la zona. Fue docente en liceos de Montevideo, en el de Colonia Valdense y en el de Nueva Helvecia, del cual fue profesor fundador en 1948. Junto a su esposa, impartieron en su taller clases particulares de dibujo, pintura, escultura y cerámica. La crítica elogió siempre sus paisajes, los que se caracterizan por un afinado uso del color y de la luz, con una técnica de pincelada corta rica en tonos y matices.[62]
- Profesor José Mares. Homenaje al profesor José Mares (Jiříkov, Imperio austrohúngaro, actual República Checa, 7 de junio de 1909 – Colonia del Sacramento, 11 de agosto de 2003), quien fuera durante muchos años director del coro Concordia de Nueva Helvecia.[26]
- Profesor Roberto B. Cacciatori. Homenaje a Roberto Cacha Cacciatori (Fray Bentos, 10 de junio de 1933 – Nueva Helvecia, 27 de junio de 1976), profesor de educación física y masajista profesional. Jugó al fútbol en su Fray Bentos natal. Ya en Nueva Helvecia, comenzó su trabajo en la Plaza de Deportes y en el liceo y las escuelas de la ciudad. Fue preparador físico del seleccionado femenino de vóleibol del Club A. Plaza —allí también jugó al fútbol— y de las divisiones mayores y formativas del Club Nacional de Football. En este último club, fue también profesor de natación.[63]

## R
- Real, Camino. → Camino Real.
- Reisch, Alberto. → Alberto Reisch.
- Reisch de Moreira, Emilia. → Emilia Reisch de Moreira.
- Reisch, Esteban. → Esteban Reisch.
- Ricardo Ruffener Lohliger. Homenaje a quien fuera presidente de la Junta Departamental de Colonia (1947-1951) y jefe de Policía de Colonia. Hijo de Miguel Ruffener, fundador de la ciudad oriundo del cantón de Berna, Ricardo fue socio fundador del Centro Comercial e Industrial de Colonia Suiza, prosecretario de la comisión vecinal pro monumento a los fundadores y administrador de la Sala de Auxilio, entre otros cargos que ocupó.[64]
- Rodó, José Enrique. → José Enrique Rodó.
- Roberto B. Cacciatori, Profesor. → Profesor Roberto B. Cacciatori.
- Rosas, Las. → Las Rosas.
- Ruffener Lohliger, Ricardo. → Ricardo Ruffener Lohliger.

## S
- Sabalsagaray, Nibia. → Nibia Sabalsagaray.
- Sanabria, Gregorio. → Gregorio Sanabria.
- Sarandí.
- Santiago Häberli. Pastor evangélico e historiador, fue además el primer jefe de correos de Nueva Helvecia.[65]
- Seregni, General Líber. → General Líber Seregni.
- Siegrist y Fender. Casa bancaria instalada en Basilea que, luego de adquirir tierras a la Sociedad Agrícola del Rosario Oriental —institución de fomento y colonización fundada por varios patricios uruguayos, como Doroteo García (→ Doroteo García)— y fraccionarlas en chacras, las vendió a los colonos suizos que comenzaban a poblar la zona.[4]
- Siniscalchi, Profesor Francisco. → Profesor Francisco Siniscalchi.
- Sonnay, Abram Félix. → Abram Félix Sonnay.
- Soulier, Daniel. → Daniel Soulier.
- Stutz, Alfredo. → Alfredo Stutz.
- Suiza.[10]

## T
- Talar, El. → El Talar.
- Tarrab, Isaac. → Isaac Tarrab.
- Tell, Guillermo. → Guillermo Tell.
- Teófilo Gratwohl. Homenaje a Teófilo Gratwohl Schaffner (Nueva Helvecia, 2 de noviembre de 1873 – Montevideo [?], 12 de septiembre de 1936), el primer maestro graduado nacido en Nueva Helvecia. Asistió a la primera escuela pública de carácter nacional en la colonia, la Escuela Rural Modelo (inaugurada en 1881), y al primer liceo rural de Colonia Valdense (fundado en 1888). Estrena su título de maestro de primer grado el 24 de abril de 1895 en la misma escuela a la que concurrió de niño; el 14 de junio de ese mismo año obtiene el título de maestro normalista de segundo grado. En 1905 se hace cargo de la inspección departamental de Tacuarembó. En 1919 es ascendido a inspector regional, y culmina su carrera nueve años más tarde, como inspector técnico. A su retiro, recibió un especial reconocimiento en el paraninfo de la Universidad. Fue miembro de la comisión directiva de la Asociación de Jubilados Escolares y de la Comisión Nacional de Lucha contra el Analfabetismo. A su fallecimiento, era secretario general del comité ejecutivo del Segundo Congreso Nacional de Maestros; además, había sido elegido presidente de la Cooperativa Magisterial.[66]
- Torres Santamaría, Conrado. → Conrado Torres Santamaría.
- Treinta y Tres.
- Triay, Doctor Ismael. → Doctor Ismael Triay.

## U
- Uruguay.[20][18][13][14]

## V
- Veinticinco de Abril. → 25 de abril.
- Veinticinco de Agosto. → 25 de Agosto.
- Veintiuno de Noviembre. → 21 de Noviembre.
- Venezuela.[18]
- Vila Naviliat, Gilberto. → Gilberto Vila Naviliat.

## W
- Werner Berger, Juan. → Juan Werner Berger.
- Willebald, Joseph. → Joseph Willebald.
- Wilson Ferreira Aldunate.[67]
- Wirth, Doctor Juan Carlos. → Doctor Juan Carlos Wirth.
- Wullich, Francisco. → Francisco Wullich.

## Z
- Zorrilla de San Martín.